# Rosenhøj Boldklub
Rosenhøj Boldklub (eller Rosenhøj BK, RB) er en dansk fodboldklub, der holder til i den københavnske forstad Hvidovre. Foreningen tæller i dag samlet 620 medlemmer, hvoraf 470 er under 25 år og 150 over 25 år (pr. april 2007).
Klubben, der blev stiftet i 1966, er kendt for sit gode arbejde med ungdomsfodboldspillere. Klubben har blandt andre opfostret profiler som for eksempel Martin og Michael Johansen, Daniel Agger, Michael Krohn-Dehli, Henrik Kildentoft, Kasper Lorentzen, Martin Spelmann, Danny Olsen, Kenni Steen Olsen, Kim Christensen, Jonathan og Simon Richter samt Jonas Older Wind.